# SECRET SUMMER
SECRET SUMMER는 대한민국의 음악 그룹 시크릿의 EP 앨범이다.

## 특징 및 발자취
- 다른 앨범과는 다르게 홍보량이 컸다.
- 타이틀곡은 I'm In Love이다.
- 8월 24일 인기가요에서 3위를 차지했다.

## 수록곡
1. Feel The Secret(INTRO)
2. I'm In Love
3. Look At Me
4. U R Fired
5. 잘할 텐데
6. I'm In Love (inst.)